# St. Jürgen (Hamburg-Langenhorn)

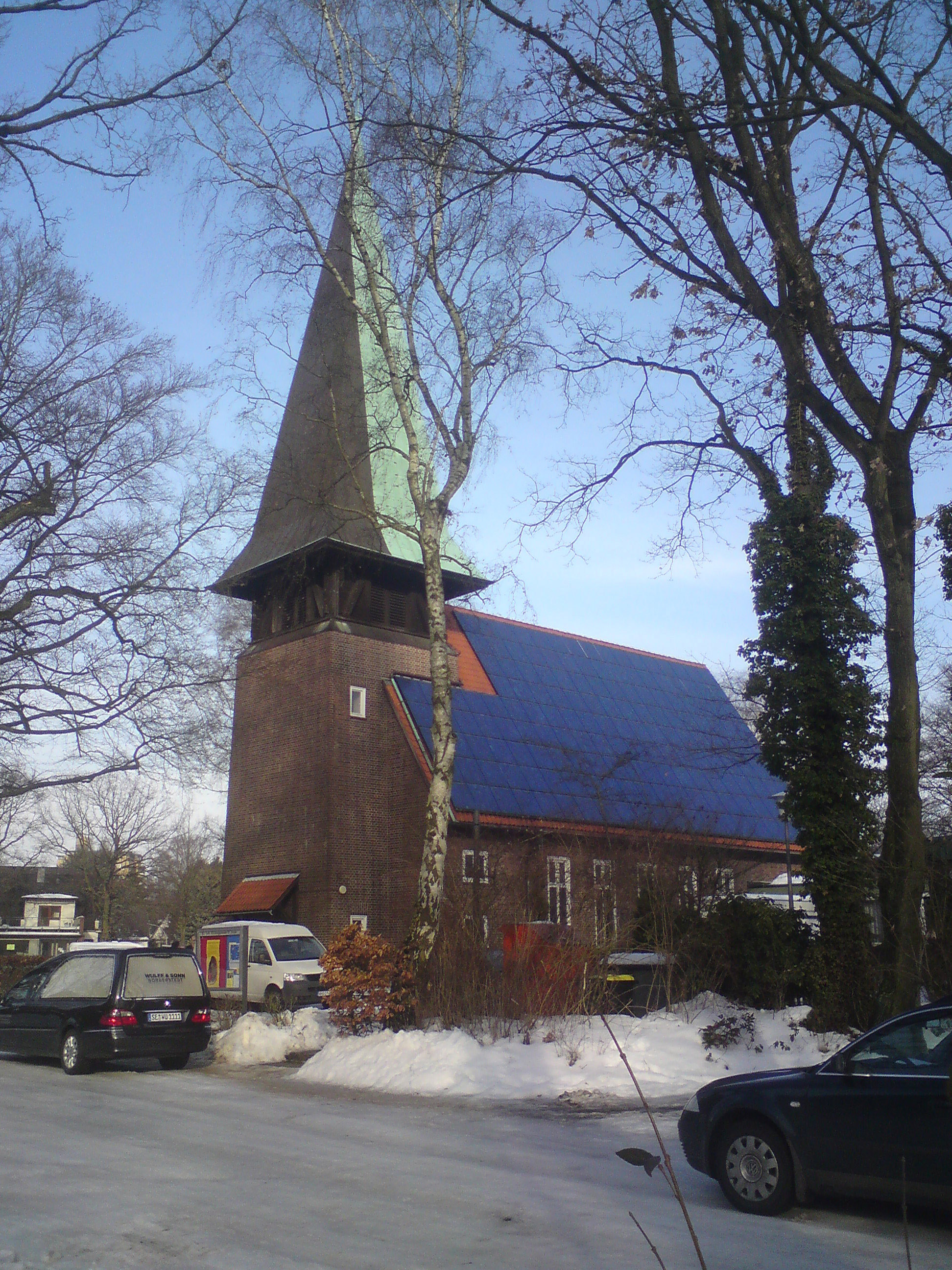
Ansicht von Süden

Die St.-Jürgen-Kirche ist eine evangelische Kirche in Hamburg-Langenhorn. Sie befindet sich nahe der nördlichen Stadtgrenze, wurde am 19. März 1939 geweiht und steht seit dem 4. August 2003 unter Denkmalschutz.

## Geschichte und Architektur
Die Kirche wurde 1938 bis 1939 nach einem Entwurf des Architekten Gerhard Langmaack errichtet. Sie ist seine erste Kirche in Hamburg und kombiniert den Heimatschutzstil der NS-Zeit mit Elementen des Neuen Bauens. Das beherrschende Baumaterial ist Backstein, das für 240 Sitzplätze ausgelegte Kirchenschiff wurde als geostete Saalkirche mit steilem Satteldach konzipiert. Der stark in das eigentliche Kirchengebäude einbezogene 35 m hohe Turm zeigt deutlich den für den Heimatschutzstil typischen Burg- und Wehrcharakter, der durch die 1997 installierte Solarzellenanlage auf dem Dach kontrastiert wird. Als für die Bauzeit ungewöhnlich und umstritten galt die Verbindung von Kirche und Pastorat zu einem gemeinsamen Gebäude.
Der Gruppenbau von Kirche und Pastorat wurde 1961 bis 1962 um ein Gemeindehaus und ein Verwaltungsgebäude erweitert. Für beide Gebäude lieferte auch Langmaack die Entwürfe, so dass trotz des großen zeitlichen Abstandes zur Errichtung der Kirche insgesamt ein einheitlicher Baustil gewahrt blieb.
Den Namen „St. Jürgen“ als niederdeutsche Form von St. Georg wählte man, da dem Hospital St. Georg bis 1829 Langenhorn gehörte.

## Innenausstattung
Die Kirche besitzt eine hölzerne Kanzel und eine Orgelempore über dem Haupteingang, der durch das Erdgeschoss des Turms in den Hauptraum führt. Die mit farbigem Glas aufgelockerten Seitenfenster sind rechteckig, über der Altarwand befindet sich ein von Claus Wallner gestaltetes buntes Rundfenster mit Motiven aus der Offenbarung des Johannes.
Wegen ihrer Entstehung kurz vor dem Zweiten Weltkrieg wurden im Innenraum vor allem Holzbalken verbaut, um Stahl zu sparen. Die Tonnendecke bildet einen Gegensatz zum rechteckigen Chor.

## Glocken
Im Turm befinden sich drei Glocken:
| Nr. | Name            | Durchmesser (mm) | Masse (kg) | Schlagton | Inschrift |
| 1   | Große Glocke    | 945              |            | gis1-7    |           |
| 2   | Mittlere Glocke | 866              |            | ais1-5    |           |
| 3   | Kleine Glocke   | 732              |            | cis1-3    |           |

## Orgel
Die erste Orgel der Kirche wurde im Jahre 1939 durch W. Sauer Orgelbau Frankfurt (Oder) errichtet. Seit 1976 besitzt die Kirche eine neue Orgel der Firma Eule / Bautzen. Sie besitzt nach einer Erweiterung um die Rohrschalmey 8' im Jahre 1992 16 Register verteilt auf 2 Manuale und Pedal. Ihre Disposition lautet:
| I Hauptwerk |              |    |
| 1.          | Prinzipal    | 8′ |
| 2.          | Koppelflöte  | 8′ |
| 3.          | Oktave       | 4′ |
| 4.          | Gedecktflöte | 4′ |
| 5.          | Waldflöte    | 2′ |
| 6.          | Mixtur IV    |    |

| II Schwellwerk |                 |       |
| 7.             | Gedackt         | 8′    |
| 8.             | Rohrflöte       | 4′    |
| 9.             | Prinzipal       | 2′    |
| 10.            | Sifflöte        | 1 ⁄3′ |
| 11.            | Sesquialtera II |       |
| 12.            | Scharff III     |       |
| 13.            | Rohrschalmey    | 8′    |
|                | Tremulant       |       |

| Pedal |              |         |
| 14.   | Subbaß       | 16′     |
| 15.   | Oktavbaß     | 8′      |
| 16.   | Choralbaß II | 4′ + 2′ |

- Koppeln: II/I, I/P, II/P

## Fotografien und Karte
Koordinaten: 53° 40′ 45,6″ N, 10° 0′ 58,6″ O

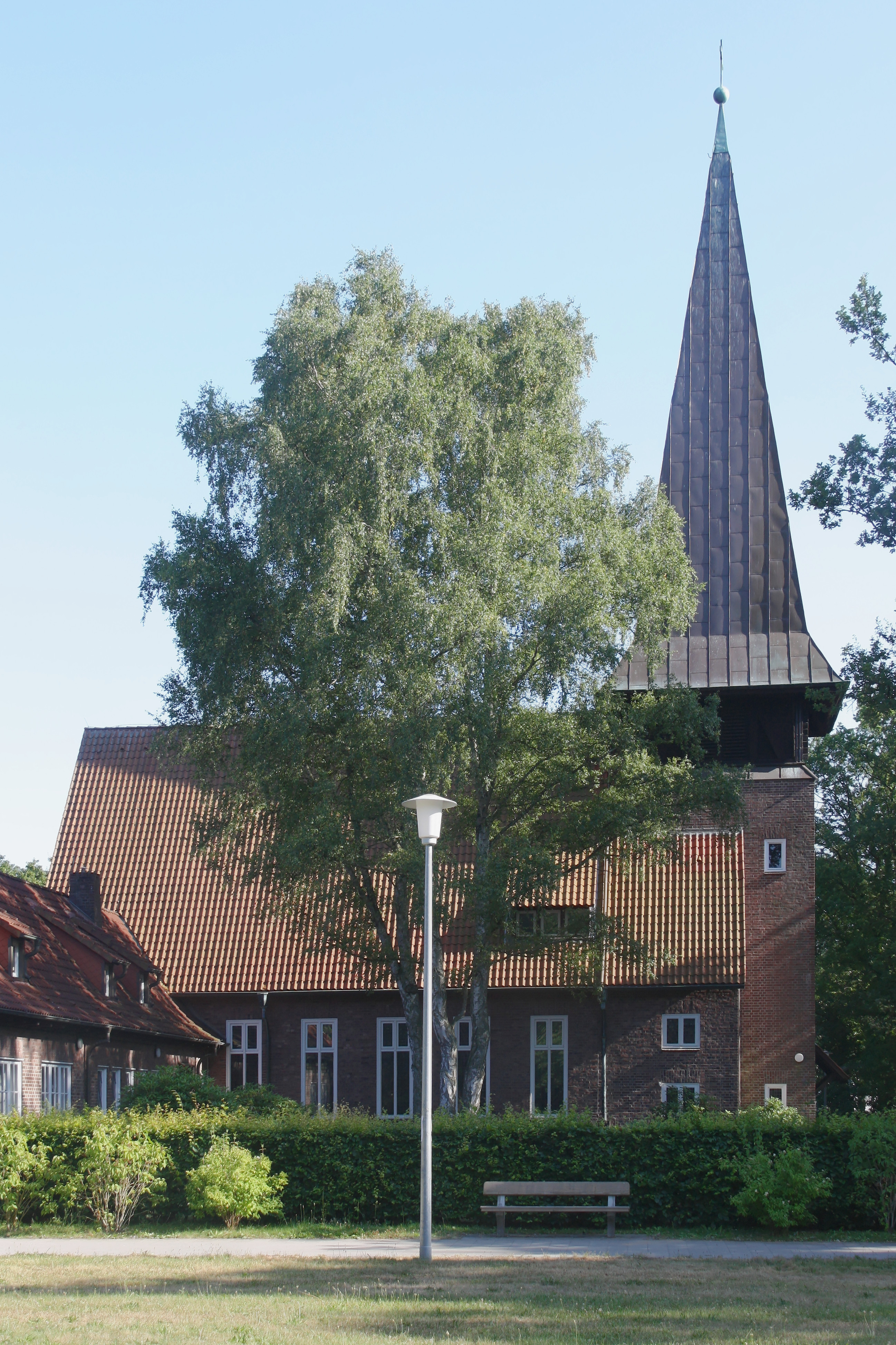
Ansicht von Norden
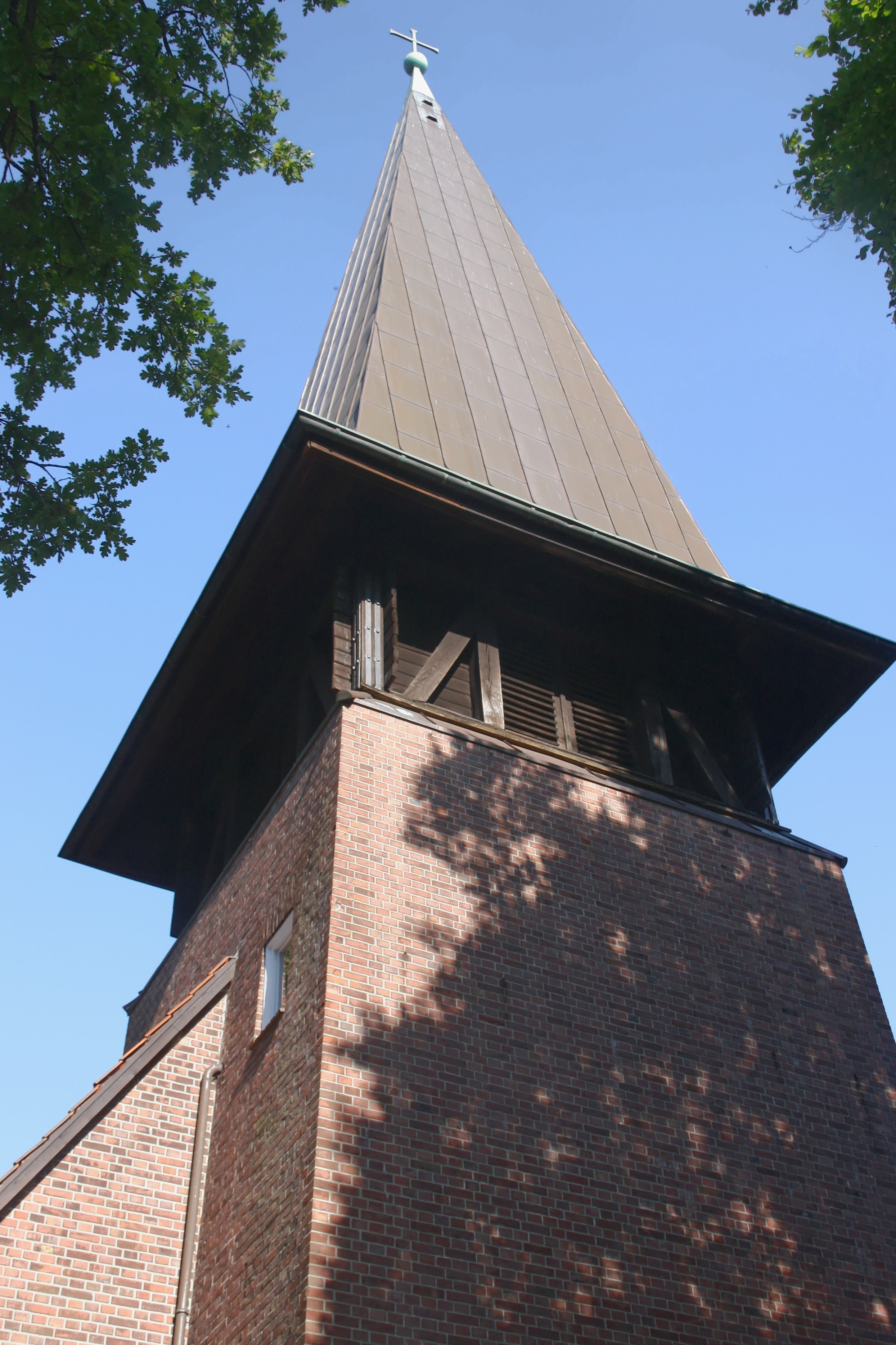
Turm